# Vela nos Jogos Pan-Americanos de 2015 - Sunfish
A competição da classe sunfish foi um dos eventos da vela nos Jogos Pan-Americanos de 2015, em Toronto. Foi disputada na Sugar Beach, entre os dias no dia 12 e 19 de julho. 

## Calendário
Horário local (UTC-4).
| Data        | Horário | Fase              |
| ----------- | ------- | ----------------- |
| 12 de julho | 11:35   | Regata 1          |
| 13 de julho | 11:35   | Regata 2, e 3     |
| 14 de julho | 11:35   | Regata 4          |
| 15 de julho | 10:35   | Regata 5, 6, e 7  |
| 16 de julho | 11:35   | Regata 8, 9, e 10 |
| 17 de julho | 11:35   | Regata 11, e 12   |
| 18 de julho | 12:35   | Regata final      |

## Medalhistas
| Ouro   | ECU Jonathan Martinetti |
| Prata  | CAN Luke Ramsay         |
| Bronze | CHI Andres Ducasse      |

## Resultados
| Pos.              | Velejador                      | Nacionalidade                | Regata | Regata | Regata | Regata | Regata | Regata | Regata   | Regata | Regata | Regata   | Regata   | Regata | Regata | Total pontos | Pontuação final |
| Pos.              | Velejador                      | Nacionalidade                | 1      | 2      | 3      | 4      | 5      | 6      | 7        | 8      | 9      | 10       | 11       | 12     | F      | Total pontos | Pontuação final |
| ----------------- | ------------------------------ | ---------------------------- | ------ | ------ | ------ | ------ | ------ | ------ | -------- | ------ | ------ | -------- | -------- | ------ | ------ | ------------ | --------------- |
| Medalha de ouro   | Jonathan Martinetti            | ECU Equador                  | 2      | (7)    | 4      | 3      | 2      | 5      | 1        | 2      | 2      | 4        | 5        | 7      | 8      | 52           | 45              |
| Medalha de prata  | Luke Ramsay                    | CAN Canadá                   | 1      | 1      | 3      | 4      | 7      | 3      | 8        | 3      | 1      | 1        | (13) OCS | 3      | 10     | 58           | 45              |
| Medalha de bronze | Andres Ducasse                 | CHI Chile                    | 6      | 3      | 1      | 1      | 1      | 7      | 7        | 7      | 3      | (8)      | 1        | 8      | 4      | 57           | 49              |
| 4                 | João Augusto Hackerott         | BRA Brasil                   | 5      | (6)    | 5      | 2      | 3      | 4      | 4        | 6      | 6      | 6        | 2        | 2      | 6      | 56           | 50              |
| 5                 | Jean Paul de Trazegnies Valdez | PER Peru                     | 4      | 5      | 8      | 5      | 5      | (10)   | 10       | 1      | 5      | 2        | 6        | 4      | 2      | 67           | 57              |
| 6                 | Conner Blouin                  | USA Estados Unidos           | 8      | 2      | 2      | 6      | 8      | 8      | (13) OCS | 5      | 4      | 7        | 4        | 1      | 14 OCS | 82           | 69              |
| 7                 | Francisco Renna                | ARG Argentina                | 3      | 4      | 6      | 8      | 4      | 1      | (9)      | 4      | 8      | 5        | 8        | 9      |        | 69           | 60              |
| 8                 | Peter Stanton                  | ISV Ilhas Virgens Americanas | 9      | 9      | 7      | 7      | (10)   | 2      | 5        | 8      | 7      | 3        | 3        | 10     |        | 80           | 70              |
| 9                 | Ramón González                 | PUR Porto Rico               | (12)   | 11     | 11     | 11     | 6      | 6      | 4        | 12     | 9      | 9        | 7        | 6      |        | 104          | 92              |
| 10                | Jacobo Margules                | MEX México                   | 7      | 8      | 9      | 12     | 12     | 12     | 2        | 9      | 12     | (13) UFD | 10       | 5      |        | 111          | 98              |
| 11                | David González                 | VEN Venezuela                | (11)   | 10     | 10     | 10     | 9      | 9      | 6        | 11     | 10     | 11       | 9        | 11     |        | 117          | 106             |
| 12                | Gabriel Sanz                   | GUA Guatemala                | 10     | (12)   | 12     | 9      | 11     | 11     | 11       | 10     | 11     | 10       | 11       | 12     |        | 130          | 118             |

Legenda
| Recorde mundial                  | Recorde mundial (World record)               |                       | Recorde africano                      | Recorde africano (African) |                                           | Q | Classificado por posição (Qualified) |
| Recorde dos Jogos Pan-Americanos | Recorde pan-americano (Pan-American record)  | Recorde da América    | Recorde da América (Americas)         | q                          | Classificado por melhor tempo (Qualified) |   |                                      |
| Melhor marca do ano              | Melhor marca do ano (World leading)          | Recorde asiático      | Recorde asiático (Asian)              | DNS                        | Não largou (Did not start)                |   |                                      |
| Recorde nacional                 | Recorde nacional (National record)           | Recorde europeu       | Recorde europeu (European)            | DNF                        | Não terminou (Did not finish)             |   |                                      |
| Recorde pessoal                  | Recorde pessoal do atleta (Personal best)    | Recorde da Oceania    | Recorde da Oceania (Oceania)          | DSQ / DQ                   | Desclassificado (Disqualified)            |   |                                      |
| Recorde da temporada             | Recorde da temporada do atleta (Season best) | Recorde sul-americano | Recorde sul-americano (South America) | NM                         | Sem marca (No mark)                       |   |                                      |

### Vela
| M   | Regata da Medalha da qual só participam os dez primeiros colocados das regatas anteriores  |  |  | CAN | Regata cancelada |
| BFD | Desclassificado por bandeira preta (Black Flag Disqualified)                               |  |  |     |                  |
| UFD | Desclassificado por bandeira "U" (U Flag Disqualified)                                     |  |  |     |                  |
| OCS | Largada queimada (On the Course Side of the starting line)                                 |  |  |     |                  |
| DNE | Desclassificação sem eliminação (infração a um item do regulamento da prova – Did Not End) |  |  |     |                  |